# Кругликова Єлизавета Сергіївна
Єлизавета Сергіївна Кругликова (рос. Кругликова, Елизавета Сергеевна 31 січня, 1865, Санкт Петербург — 21 липня, 1941, Ленінград) російська художниця, майстер офорту, силуету, монотипії.

## Біографія коротко
Походить з родини російського офіцера. Дід майбутньої художниці сам був малювальником і аматором, що робив силуети. Пізніше Круглікова буде теж прихильницею цієї техніки гравюри, значно розширивши її художні можливості.
- у 1890—1895 рр. навчалась в Московському училищі живопису, скульптури і архітектури.

- У 1895—1914 рр. продовжила навчання в Парижі, де жила і займалася в студії Ф. Колароссі.

- У 1909—1914 рр. — викладач в академії «La Pallette» в Парижі, де вела курс «офорт».

- З 1914 р. в Петербурзі, який не покинула з початком 1-ї світової війни.

- У 1922—1929 рр. професор, викладач класу графіки в Академії мистецтв(тоді перейменовану на Вищій художньо-технічний інститут (ВХУТЕІН). Займалась театрально-декораційним мистецтвом, була художником в Державному театрі маріонеток.

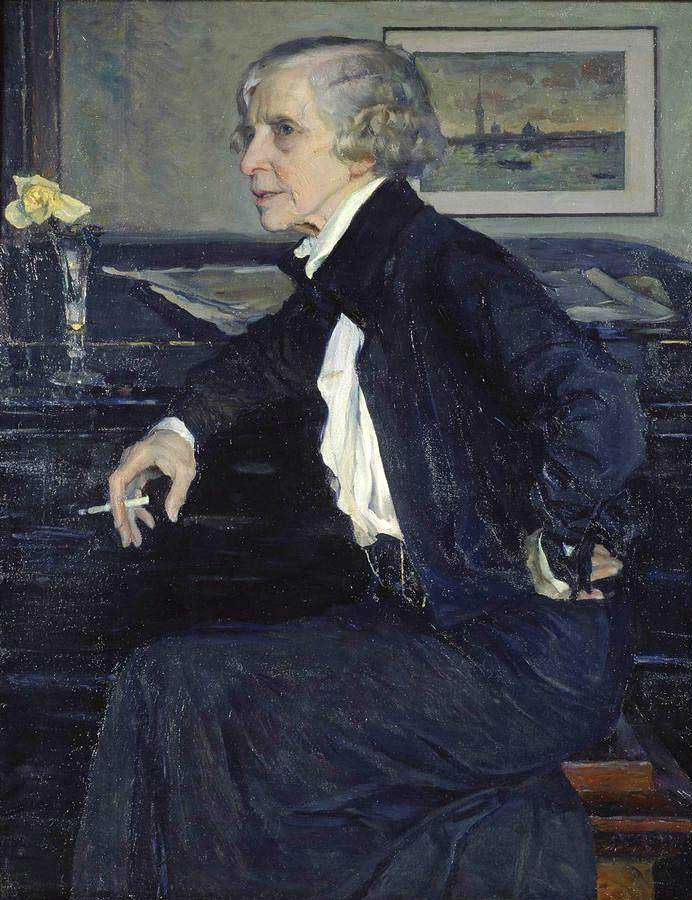
М. Нестеров. Портрет Є. С. Кругликової (1938)

Захоплювалась рідкісними і призабутими техніками гравюри — м'який лак, меццо-тінто, акватінта. Стала визнаним майстром призабутої графічної техніки монотипія, що на межі між графікою і живописом. Автор портретів силуетів.
- Марини Цветаєвої, 1920
- Миколи Гумільова
- Олександра Бенуа
- Д. Бурлюка, 1921
- В. Іванова, 1924 та ін.
- Всеволода Мейерхольда

Мандрувала по країнам Європи, подорожувала по Греції, Італії, Франції, Іспанії. Серед знайомих художниці — Максиміліан Волошин, Сергій Дягілєв, художник Михайло Нестеров, що створив два портрети Єлизавети Круглікової (зберігає Третьяковська галерея.

## Круглікова і Україна
У 1880-х роках разом з батьком жила в місті Полтава. Зустрічалась там з художниками -передвижниками (Г. Мясоєдовим, Л.Позеном), бо обирала свій майбутній фах.
У 1914 р. в місті Київ у тодішній газеті «Искуссто в Южной России» була надрукована її стаття «Художественная гравюра и техника офорта и монотипии», бо художниця виступала пропагандистом графічних технік.

## Друковані книги
- « Париж накануне войны в монотипиях Е. С. Кругликовой», 1916
- «Силуєті современников», 1922
- «Призвание поета», 1925
- «Сураханы», 1931
- «Азнефть», 1934

## Твори в музейних збірках
- Будинок-музей Максиміліана Волошина, Крим, Коктебель.
- Музей образотворчих мистецтв, Ростов-на-Дону.
- Музей образотворчих мистецтв, м. Калуга.
- Російський музей, Петербург.

## Фестиваль монотіпії
Техніку монотіпії не забули завдяки Кругліковій. У 2009 р. був проведний фестиваль монотіпії, присвячений пам'яті художниці.
- Сайт фестивалю монотіпії [Архівовано 22 квітня 2013 у Wayback Machine.]